# ولاية وردك

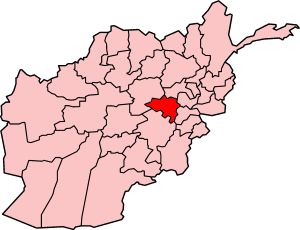
ولاية وردك

ولاية وردك (بالبشتو: وردگ) من إحدی الولايات الـ 34 بأفغانستان تقع وسط البلاد تقريباً. عاصمتها مدينة ميدان شهر ومساحتها 8938 کيلو متر مربع ويبلغ إجمالي سکانها حوالي 413000 نسمة. يشکل البشتون الأکثرية الساحقة تليها الهزارة وطوائف أخری.
تشتهر وردک بکثرة التفاح وبرودة الطقس فی الشتاء وتقع علی الطريق الرئيسي بين کابول وقندهار وهرات. ساد الهدوء بوردک إبّان حکومة طالبان وما بعدها ولکنها تشهد اشتباکات وعمليات خطف من قبل عناصر طالبان من حين لآخر.
تورع سکان وردک فی العلم والمعرفة بالمقارنة مع بقية البشتون في المحافظات الجنوبية والشرقية. تم إنشاء العديد من المدارس والکليات والجامعات فی وردک. ينحدر وزير الدفاع الأفغاني الجنرال عبد الرحيم وردک والدکتور غلام فاروق وردک وزیر التعليم وولي الله شاهين مراسل الجزيرة في کابول بالإضافة إلی شخصيات سياسية أخری من هذه المحافظة.

## المقاطعات

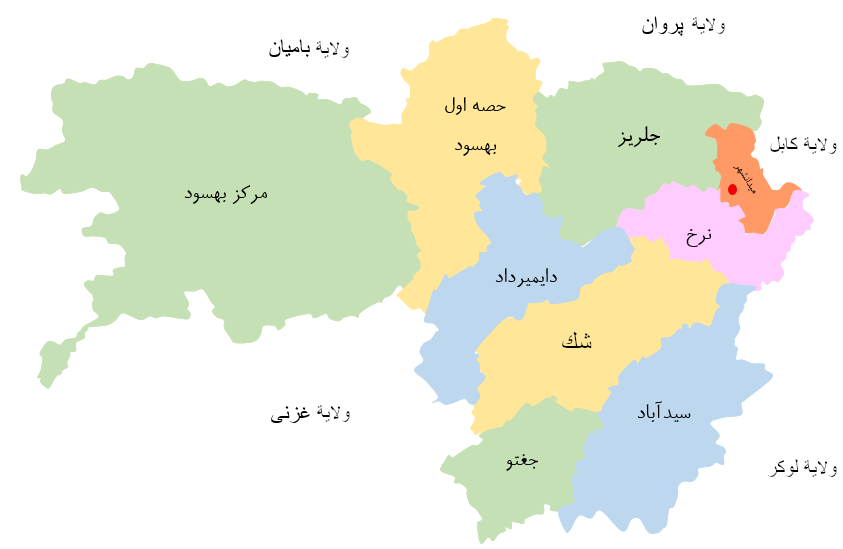
مقاطعات وردك.

- شك وردك
- دايمرداد [الإنجليزية]
- حصة أول بهسود [الإنجليزية]
- جغتو [الإنجليزية] - انتقلت من مقاطعة غزنة
- جالريز
- مركز بهسود [الإنجليزية]
- ميدان شهر [الإنجليزية]
- نرخ
- سيد آباد

## أعلام
- عديلة محسني
- كريم خليلي
- ليون كريستوفر سميث